# 拉斯勒峰
61°23′43″N 8°41′52″E / 61.39528°N 8.69778°E

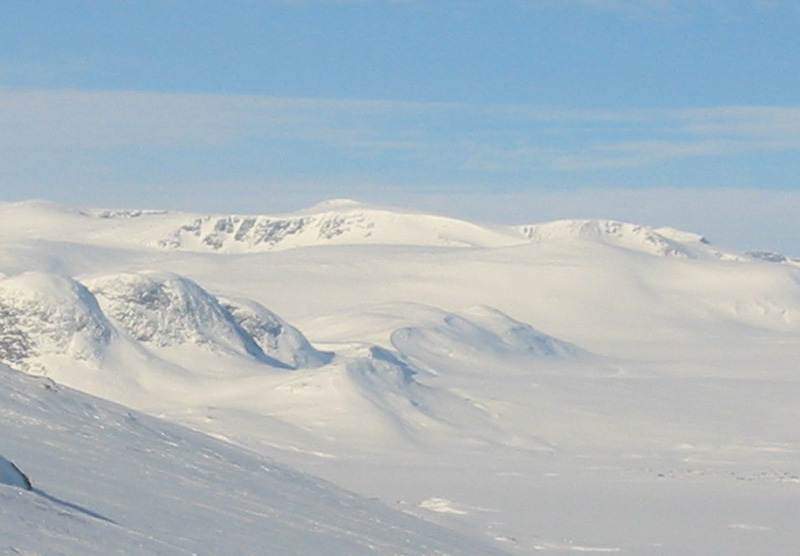

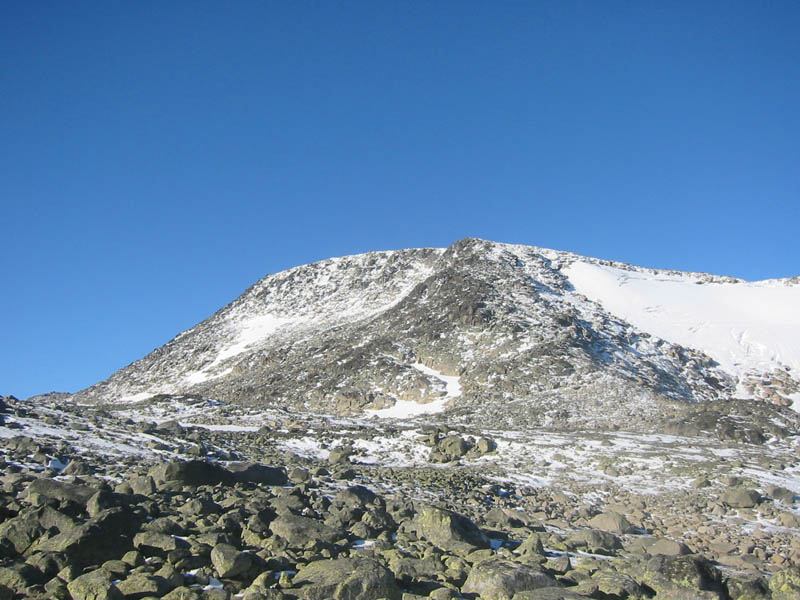

拉斯勒峰是挪威的山峰，位於該國東南部內陸郡，處於旺鎮和沃戈接壤的邊界，屬於尤通黑門山脈的一部分，海拔高度2,105米，受凍原氣候影響。